# Calamus balingensis
Calamus balingensis är en enhjärtbladig växtart som beskrevs av Caetano Xavier Furtado. Calamus balingensis ingår i släktet Calamus och familjen Arecaceae. Inga underarter finns listade i Catalogue of Life.